# Kazimierz Jaszczyk
Kazimierz Teofil Jaszczyk (ur. 15 lipca 1943) – polski działacz gospodarczy i studencki, dyplomata oraz urzędnik państwowy, z wykształcenia prawnik, w latach 2003–2005 podsekretarz stanu w Ministerstwie Skarbu Państwa.

## Życiorys
W 1967 ukończył studia prawnicze na Uniwersytecie Jagiellońskim, po których w latach 1967–1968 odbywał w Krakowie aplikację sądową. Ostatecznie rozpoczął jednak pracę w Zrzeszeniu Studentów Polskich, gdzie od 1969 do 1973 był wiceprezesem do spraw ekonomicznych. Przeszedł następnie do pracy w administracji rządowej: jako doradca wicepremiera ds. szkolnictwa, nauki i techniki (1973–1974) i dyrektor w Ministerstwie Kultury i Sztuki (1975–1976). W 1977 ukończył studium służby zagranicznej na Uniwersytecie Jagiellońskim. W latach 1977–1983 pełnił funkcję konsula ds. prawnych, morskich i kulturalnych w Sydney. Później powrócił do Ministerstwa Kultury i Sztuki na stanowisko dyrektora departamentu zagranicznego (1983–1991). Został następnie członkiem zarządu Izby Przemysłowo-Handlowej Inwestorów Zagranicznych. Przez kilka miesięcy od 1997 do 1998 pozostawał prezesem Agencji Prywatyzacji, a następnie został dyrektorem generalnym Związku Polskiego Przemysłu, Handlu i Finansów (organizacji pracodawców). W 2000 jako reprezentant tej ostatniej organizacji został wybrany wiceprezesem Międzynarodowej Izby Handlu.
Od 12 maja 2003 pełnił funkcję podsekretarza stanu w Ministerstwie Skarbu Państwa, odpowiedzialnego m.in. za udziały Skarbu Państwa, obronność i analizy. 24 października 2005 odwołany z funkcji.